# Banca Popolare di Milano
Die Banca Popolare di Milano (BPM) war eine 1865 gegründete italienische Genossenschaftsbank mit Sitz in Mailand. Das Unternehmen war an der Borsa Italiana im Leitindex FTSE MIB gelistet. Durch eine Fusion der Banca Popolare di Milano mit dem Banco Popolare Anfang des Jahres 2017 entstand der Banco BPM.